# Cementiri de Paüls
El Cementiri de Paüls és una obra de Paüls (Baix Ebre) inclosa a l'Inventari del Patrimoni Arquitectònic de Catalunya.

## Descripció
Recinte de planta rectangular, amb els nínxols adossats als murs posterior i laterals (un d'ells amb un gran contrafort), té una capella sobre el mur posterior, al fons del camí central, dedicada al Sant Crist. El més significatiu és la porta d'entrada, de mig punt, amb dos pinacles per cada costat molt simples. Malgrat que hi figura la data 1919, les pedres de l'arc són a tota vista molt més anteriors. És situat als peus del castell, a la part posterior del poble.